# Konin (powiat nowotomyski)
Konin – wieś w Polsce, położona w województwie wielkopolskim, w powiecie nowotomyskim, w gminie Lwówek. Konin leży na południowym brzegu Jeziora Konińskiego.
W okresie Wielkiego Księstwa Poznańskiego (1815-1848) miejscowość wzmiankowana jako Konin należała do wsi większych w ówczesnym powiecie bukowskim, który dzielił się na cztery okręgi (bukowski, grodziski, lutomyślski oraz lwowkowski). Konin należał do okręgu lwowkowskiego i stanowił część majątku Lwówek Zamek (niem. Neustadt), którego właścicielem był wówczas (1837) Antoni Łącki. W skład rozległego majątku Lwówek Zamek wchodziło łącznie 36 wsi. Według spisu urzędowego z 1837 roku Konin liczył 346 mieszkańców i 31 dymów (domostw).
Pod koniec XIX wieku Konin liczył 33 domostw i 333 mieszkańców. przeważnie wyznania rzymskokatolickiego. Był własnością Łąckich i należał do dominium wraz z kilkoma innymi wsiami i folwarkami.
W latach 1975–1998 miejscowość należała administracyjnie do województwa poznańskiego.
Na terenie wsi znajduje się park krajobrazowy (pomnikowe lipy i jawor) i pałacyk zbudowany w II połowie XIX w.. W Koninie jest też murowana kaplica pw. bł. Michała Kozala.
W Koninie urodził się Wojciech Cybulski, językoznawca i poseł.